# Zabajkalské kozácké vojsko

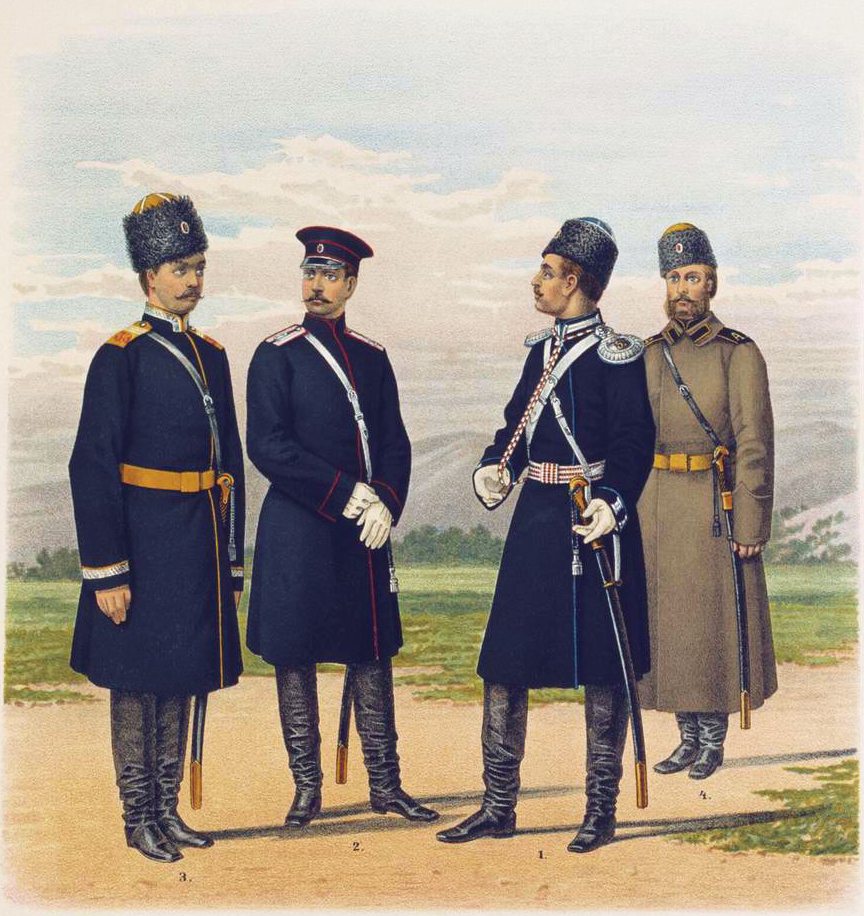
Jednání vojáků zabajkalského kozáckého vojska (ilustrace)

Zabajkalské kozácké vojsko (rusky Забайка́льское каза́чье во́йско) bylo kozácké vojsko v Ruském impériu, dislokované v Zabajkalsku.
Zabajkalské kozácké vojsko vzniklo v roce 1851. Jeho členy byli vedle slovanských kozáků a osadníků i příslušníci původních národností žijících v Zabajkalsku, zejména Burjaté a Evenkové (Tunguzové). Hlavním úkolem Zabajkalského kozáckého vojska byla ochrana hranic s Čchingským impériem. V roce 1916 bylo zabajkalských kozáků celkem 265 000, z čehož 14 500 mužů bylo ve vojenské službě.
Zabajkalské kozácké vojsko se účastnilo potlačení Boxerského povstání v Číně, rusko-japonské války a první světové války. V ruské občanské válce bojovala část zabajkalských kozáků proti bolševikům pod vedením atamana Semjonova a barona Ungern von Sternberga.
Zabajkalské kozácké vojsko bylo zrušeno v roce 1920.